# Hyperechia fuelleborni
Hyperechia fuelleborni là một loài ruồi trong họ Asilidae. Hyperechia fuelleborni được Grünberg miêu tả năm 1907. Loài này phân bố ở vùng nhiệt đới châu Phi.